# Catherine Malfois
Catherine Malfois (Parigi, 5 agosto 1955) è un'ex cestista e allenatrice di pallacanestro francese.

## Carriera
Con la Francia ha disputato i Campionati del mondo del 1979 e quattro edizioni dei Campionati europei (1976, 1978, 1980, 1987).